# شاتو دو مون-سور-یور
شاتو دو مون-سور-یِور (انگلیسی: Château de Mehun-sur-Yèvre) یک دژ در کمون شر فرانسه می باشد. این قلعه در سال ۱۲۰۹ میلادی ساخته شد.